# Meningitis tuberculosa
La meningitis tuberculosa es una forma grave de meningitis bacteriana causada por Mycobacterium tuberculosis. Se diferencia de otros tipos de meningitis infecciosa por el curso clínico de evolución más lenta. Los síntomas iniciales son similares a los de otros tipo de meningitis, fundamentalmente fiebre, cefalea, rigidez de nuca y convulsiones. Es una afección grave que puede dejar como secuela déficits neurológicos permanentes.

## Causas
Está provocada por la colonización de las meninges por el mycobacteryum tuberculosis, el cual se disemina a través de la sangre (diseminación hematógena), procedente de otro foco situado por lo general en el pulmón o la región gastrointestinal. En ocasiones la diseminación es por proximidad, por ejemplo a partir de un foco de tuberculosis ósea situado en la columna vertebral.

## Frecuencia
Es una forma de tuberculosis poco común, se ha calculado que afecta al 1%  del total de pacientes de tuberculosis y al 6% de los que tienen alguna deficiencia en el sistema inmune (inmunodeficiencia).

## Diagnóstico
El diagnóstico de meningitis tuberculosa puede sospecharlo el médico por la sintomatología del paciente. El diagnóstico de certeza se realiza mediante estudios especiales, entre los que se incluyenː
- Baciloscopia de líquido cefalorraquídeo. Tras obtener líquido cefalorraquídeo del paciente mediante una punción lumbar, se procede a realizar una visualización directa del mismo con microscopio óptico, previa tinción de Ziehl-Neelsen, con el objetivo de observar mycobacterium tuberculosis en el mismo. Son frecuentes los falsos negativos.

- Cultivo en medio de Lowestein-Jensen. El medio de Lowenstein-Jensen está especialmente diseñado para facilitar el crecimiento de mycobacterium tuberculosis. Previamente a realizar el cultivo debe obtenerse una muestra de líquido cefalorraquídeo por punción lumbar.  El cultivo tiene el inconveniente de que el crecimiento del bacilo es lento, es preciso esperar entre 3 y 8 semanas antes de obtener el resultado, por lo que no es útil como método rápido de diagnóstico.

- El análisis del líquido cefalorraquídeo, puede aportar pistas importantes para sospechar el diagnóstico. Los parámetros más característicos son proteínas elevadas (entre 100 y 500 mg/dl), baja concentración de glucosa (menos de 45 mg/dl) y pleocitosis con predominio de linfocitos (entre 100 y 500 células por mm). Si bien estos hallazgos típicos son frecuentes y permiten diferenciar en muchas ocasiones la meningitis tuberculosa de otras meningitis como la producida por virus, no es posible realizar el diagnóstico de certeza sobre la base de esta determinación.[2]

- Métodos de amplificación genética utilizando la técnica de reacción en cadena de la polimerasa (PCR) para demostrar la existencia de ADN del bacilo de la tuberculosis.

## Complicaciones
Muchas de las complicaciones consisten en secuelas derivadas de la afectación del sistema nervioso central, algunas de las más frecuentes son hidrocefalia y convulsiones. La existencia de infartos cerebrales es una de las principales causas de discapacidad permanente.